# 14 Diamonds
14 Diamonds è una raccolta del gruppo musicale finlandese Stratovarius, pubblicata nel 2000 solamente in Giappone.

## Tracce
1. Hands of Time – 5:36
2. Distant Skies – 4:10
3. Tomorrow – 4:53
4. Coming Home – 5:35
5. Destiny – 10:14
6. Future Shock – 4:34
7. Black Diamond – 5:44
8. Why Are We Here – 4:43
9. We Are The Future – 5:18
10. Forever – 3:07
11. Hunting High And Low – 3:46
12. The Kiss Of Judas – 5:57
13. Rebel – 4:16
14. Mother Gaia – 8:19

## Formazione
- Timo Tolkki - chitarra
- Timo Kotipelto - voce
- Jens Johansson - tastiera
- Jörg Michael - batteria
- Jari Kainulainen - basso